# Pradorrey
Pradorrey es una localidad del municipio de Brazuelo en la comarca de la Maragatería de la provincia de León, comunidad autónoma de Castilla y León, en España. 
Según el "Diccionario geográfico-estadístico-histórico de España y sus posesiones de Ultramar (1845-1850)" de Pascual Madoz:
Pradorrey, Lugar en la provincia de León, partido judicial y diócesis de Astorga, audiencia territorial y capitanía general de Valladolid, es cabeza de ayuntamiento de su mismo nombre al que están agregados los pueblos de Veldedo, Bonillos, Brazuelo, Castrillo de los Polvazares, Combarros, El Ganso, Quintanilla y Santa Catalina. Se halla situado en un valle en la carretera de Galicia; su clima es frío, sus enfermedades más comunes algunos catarros y pulmonías. Tiene 40 casas; escuela de primeras letras, iglesia parroquial (San Martín), matriz de Bonillos, servida por un cura de primer ascenso y libre provisión, y buenas aguas potables. Confina con términos anejos de Vanidodes y Combarros. El terreno es de mediana calidad y le fertilizan las aguas del río Argañoso. Además de los caminos locales cuenta con el mencionado de Galicia o Coruña, en el que hay una venta con el nombre del pueblo. Produce centeno, patatas y pastos, cría ganados, caza y pesca. Población del Ayuntamiento: 273 vecinos, 1.228 almas. Capital producido: 2.525,164 reales. Impuestos: 146,324 reales. Contribución, 22,208 reales y 6 maravedís

## Fiestas patronales
- Santo Cristo: 1 de mayo - Ermita de Pradorrey
- Fiesta de verano: primer fin de semana de agosto.
- Octava del Corpus Christi: domingo siguiente al del Corpus Christi - Parroquia de San Martín
- San Martín: 11 de noviembre - Parroquia de San Martín

## Demografía
| 2000 |  | 2002 |  | 2004 |  | 2006 |  | 2008 |
| ---- |  | ---- |  | ---- |  | ---- |  | ---- |
| 77   |  | 91   |  | 99   |  | 107  |  | 115  |

- Datos: Q6083980
- Multimedia: Pradorrey / Q6083980